# 原笙子
原 笙子（はら しょうこ、1933年〈昭和8年〉3月14日 - 2005年（平成17年）10月7日）は、舞楽家。原笙子はロシア語の「ハラショー（Xopoшo）」を捩ったペンネーム。

## 人物
京都府出身。1957年（昭和32年）、日本で唯一の女人舞楽を担う「京都舞楽会」を立ち上げ、男性中心の舞楽界に新風を吹き込んだ。1978年（昭和53年）に家出を繰り返した波乱の少女時代などをつづった『不良少女とよばれて』を上梓。ベストセラーになりテレビドラマ化されたが、テレビドラマの内容はかなり脚色され、著書とはかなりの隔たりがあった。1985年（昭和60年）に兵庫県芦屋市において女人舞楽の会「原笙会」を設立。日本はもとより世界各国にて公演活動を行う。
2005年（平成17年）10月7日、急性骨髄性白血病のため死去。享年72。

## 著書
- 山羊の目の先生（1982年11月・筑摩書房）
- 不良少女とよばれて（1984年1月・筑摩書房　ちくま少年図書館）ISBN 4480811796
- 女人舞楽―不良少女と呼ばれたけれど（1994年6月・エビック）ISBN 4915197395
- やっぱり「不良」でした（上）（2005年7月・文芸社）ISBN 4286000788
- やっぱり「不良」でした（下）（2005年7月・文芸社）ISBN 4286000796